# レスリー・ランドン

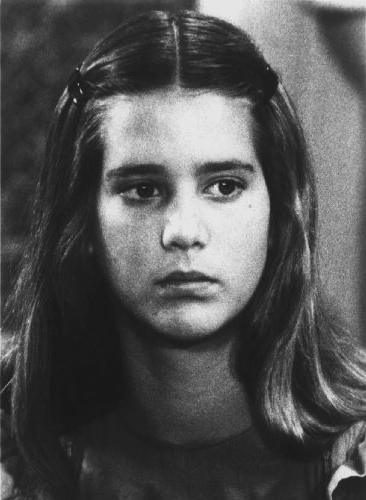
レスリー・ランドン（『大草原の小さな家』、1977年）

レスリー・ランドン・マシューズ（Leslie Landon Matthews, 1962年10月11日 - ）は、アメリカ合衆国の元女優、臨床心理学者。 父は俳優のマイケル・ランドン。

## 人物
俳優のマイケル・ランドンと彼の2番目の妻であるマージョリー・リン・ノエの娘として、カリフォルニア州ロサンゼルス市に生まれる。兄弟にクリストファー・B・ランドン、マイケル・ランドン・ジュニア、ショーナ・ランドンがいる。また、異母兄弟としてジェニファー・ランドン、ショーン・ランドン（父の3番目の妻との子）、シェリル・リン・ランドン（父の最初の妻との子）がいる 。父方の祖父はユダヤ人であった。
1982年から1984年までテレビドラマ『大草原の小さな家』にエタ・プラム役として出演。1990年、俳優のブライアン・マシューズと結婚。3人の子供をもうけ、長女は女優のレイチェル・マシューズである。
ペパーダイン大学で心理学の学士号と臨床心理学の修士号を取得し、カリフォルニア大学院で夫婦・家族療法（Marriage and Family Therapy）の博士号を取得した。